# Thriller (album Michael Jackson)
Thriller è il sesto album in studio del cantautore statunitense Michael Jackson, pubblicato il 30 novembre 1982 negli Stati Uniti e nel Regno Unito dalla Epic Records e il 2 dicembre nel resto del mondo dalla Columbia Records.
Giudicato uno dei dischi più iconici di tutti i tempi, nonché il capolavoro assoluto di Jackson, Thriller è l'album più venduto nella storia della musica, con una stima di 100 milioni di copie vendute a livello globale (cifra confermata da fonti autorevoli quali RIAA e Billboard, anche se secondo altre viene ritenuta poco realistica), nonché il secondo album più venduto negli Stati Uniti d'America, alle spalle della compilation Their Greatest Hits (1971-1975) degli Eagles, detenendo comunque il primato di album in studio più venduto del Paese, essendo stato certificato con 34 dischi di platino e 3 di diamante dalla RIAA, per un totale di 34 milioni di copie, 20 delle quali vendute durante il biennio 1983-84, rendendolo il primo album best seller del Paese per due anni consecutivi.
L'album si piazzò al primo posto della Billboard 200 e vi rimase per 37 settimane, più di ogni altro album in studio nella storia della classifica, restando poi nelle prime dieci posizioni per altre 80 settimane consecutive, stabilendo un secondo record. Fu il primo album della storia a piazzare 7 singoli nella Top 10 della Billboard Hot 100: The Girl Is Mine, cantata insieme a Paul McCartney, Billie Jean, Beat It, Wanna Be Startin' Somethin', Human Nature, P.Y.T. (Pretty Young Thing) e l'omonima Thriller, mentre nel Regno Unito superò il record di Off the Wall, piazzando cinque brani in Top 10. Jackson diventò così il primo artista della storia a conquistare la 1ª posizione di quattro diverse classifiche di album e singoli americane simultaneamente, stabilendo anche il record di permanenza in classifica per un artista maschile. L'impatto dell'album nella musica popolare fu enorme, tanto da cambiare per sempre l'industria discografica e diventare un vero e proprio fenomeno culturale. Tra la prima metà del 1983 e la fine del 1984, Thriller si aggiudicò innumerevoli premi e riconoscimenti. Tra questi, nel 1984, 8 Grammy Award, incluso il premio "Album dell'anno", rendendo Michael Jackson il primo artista ad aver ricevuto 8 statuette in una sola serata.
Nel 2001 Thriller è stato inserito nella Grammy Hall of Fame insieme a Off the Wall, oltre ad essere stato riproposto in Special Edition con 4 tracce bonus e alcune interviste esclusive in occasione dei 30 anni di carriera solista di Michael Jackson; nel 2007 nella classifica dei migliori album della storia curata dalla Rock and Roll Hall of Fame, chiamata Definitive 200, dove si è classificato al terzo posto, e nel 2008 invece è stato incluso nella Biblioteca del Congresso statunitense come "Tesoro Nazionale". Nel 2009 La rivista Rolling Stone ha inserito Thriller al 20º posto all'interno della sua lista dei 500 migliori album, mentre nella lista aggiornata al 2020 è salito alla 12ª posizione.
L'11 febbraio 2008, in occasione del 25º anniversario dell'album, è stato pubblicato Thriller 25, un album contenente un CD con le tracce originali rimasterizzate e con l'aggiunta di alcuni remix interpretati da Akon, Kanye West e Will.i.am, della canzone inedita For All Time, di un DVD coi 3 video estratti dall'album (Billie Jean, Beat it e Thriller) e della storica esecuzione dal vivo di Billie Jean nel concerto Motown 25, vendendo oltre 6 milioni di copie in tutto il mondo.
Il 18 novembre 2022 è stato pubblicato Thriller 40, una nuova edizione speciale in celebrazione dei quarant'anni dalla pubblicazione originale e contenente al suo interno l'album originale accompagnato da un disco extra con diverse canzoni inedite e demo, mentre nella versione digitale estesa sono stati aggiunti anche alcuni remix e altri contenuti esclusivi.

## Descrizione

### Antefatti
Il primo album da solista del cantante per la Epic Records, intitolato Off the Wall e pubblicato il 10 agosto 1979, il primo realizzato con l'aiuto del produttore discografico Quincy Jones e al quale parteciparono artisti come l'ex Beatles Sir Paul McCartney e Stevie Wonder, ottenne un notevole successo, vendendo più di 10 milioni di copie tra il 1979 e il 1982 (oltre 30 milioni di copie in tutto il mondo negli anni successivi, di cui 9 milioni nei soli Stati Uniti d'America, dove è stato certificato nove volte disco di platino). L'album ricevette il plauso generale della critica e permise a Jackson di imporsi definitivamente come artista solista nel panorama musicale mondiale e di non essere più solamente considerato come uno dei membri dei Jackson 5. L'impatto del disco sulla musica popolare fu tale da screditare le critiche che volevano la sua carriera in declino dopo il divorzio con l'etichetta Motown Records nel 1975. Con Off the Wall, inoltre, Michael Jackson divenne anche il primo artista di colore ad essere riuscito ad entrare all'interno della Billboard 200 (all'epoca una classifica riservata ai soli artisti bianchi), rompendo così le barriere razziali e aiutando a creare classifiche unificate. Nel 1980 il disco vinse tre premi agli American Music Award e un Grammy Award per l'interpretazione di Don't Stop 'Til You Get Enough. Dopo la parentesi da solista, l'artista ritornò in studio con i suoi fratelli per registrare il nuovo album dei Jacksons, Triumph, pubblicato nel 1980 e seguito dal Triumph Tour nel 1981, che ebbero entrambi un buon successo, specialmente negli Stati Uniti.
Una volta concluso il tour coi fratelli nel settembre del 1981, Jackson decise di dedicarsi ad altri progetti non inerenti alla pubblicazione di album in studio e, all'inizio del 1982, incise il brano Someone in the Dark per un audiolibro del film E.T. l'extra-terrestre di Steven Spielberg, conosciuto come The E.T. Storybook, in cui Jackson narrava la storia del film, ruolo per il quale ricevette un Grammy Award per la Miglior registrazione per bambini nel 1984. Una volta confermato Quincy Jones come produttore, diede il via al processo di lavorazione per il nuovo album in studio, che questa volta voleva produrre insieme a lui.

### Le registrazioni

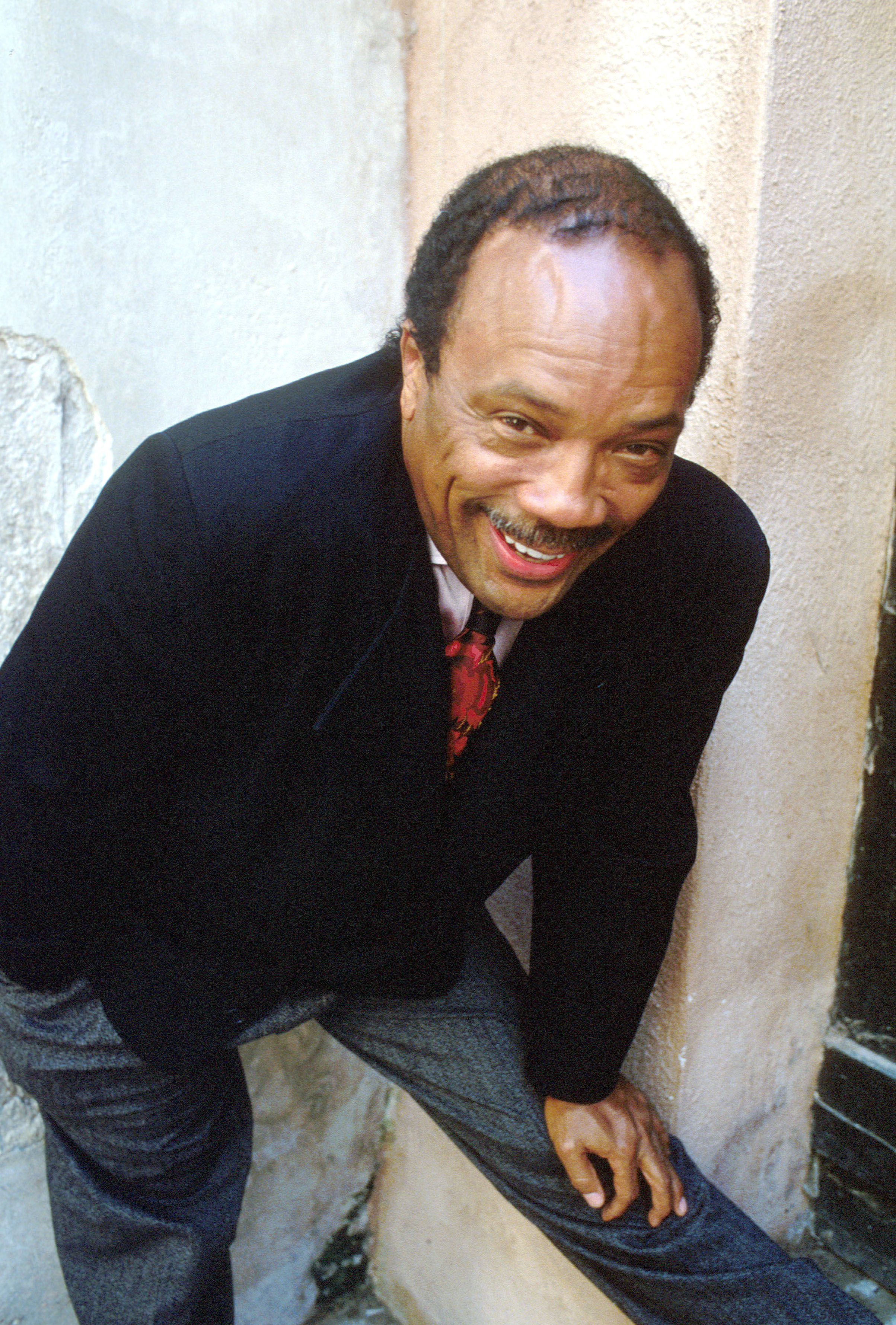
Quincy Jones, produttore dell'album Thriller.

Jackson aveva iniziato a lavorare ad alcune demo per l'album Thriller nello studio di registrazione privato della villa dei Jackson a Hayvenhurst Avenue a Encino, in California, ma le sessioni di registrazione ufficiali per l'album iniziarono il 14 aprile 1982 ai Westlake Recording Studios negli studi A e B a Beverly Boulevard, Los Angeles, a fronte di un budget di 750 000 $. Come capo tecnico audio venne ancora una volta assunto Bruce Swedien, produttore discografico entrato a far parte dello staff tecnico di Jackson nel 1978 durante la produzione di The Wiz. Il produttore sarebbe poi rimasto un collaboratore della popstar ed avrebbe prestato la propria supervisione artistica fino all'album Invincible (2001). Riguardo alla lavorazione dell'album, e al grandissimo successo che avrebbe in seguito ottenuto, lo stesso Swedien ha dichiarato:
Anche se Off the Wall venne riconosciuto da molti come il suo primo vero album da solista, essendo stato il primo realizzato nella sua età adulta, fu in Thriller che Michael Jackson poté sperimentare più a fondo le proprie conoscenze musicali, prendendo un ruolo di comando all'interno della produzione, diventandone co-produttore assieme a Quincy Jones, scrivendo la maggior parte delle canzoni (cinque su nove tracce totali), scegliendo quali estrarre, prendendo parte agli arrangiamenti ritmici, alle percussioni e alle procedure di missaggio. Ad affiancare Jackson nella scrittura di alcune canzoni venne confermato il compositore britannico Rod Temperton, che aveva già lavorato alla creazione di alcuni brani per il precedente album.
Su 30 canzoni pensate per l'album, ne vennero incluse solo 9: Wanna Be Startin' Somethin', The Girl Is Mine, in duetto con Paul McCartney, Billie Jean e Beat It (in cui spicca l'assolo di chitarra di Eddie van Halen) scritte da Michael Jackson; Human Nature, scritta da Steve Porcaro dei Toto, i cui membri figurano in diversi brani del disco; P.Y.T. (Pretty Young Thing), scritta da Jackson e Greg Phillinganes; Baby Be Mine, The Lady in My Life e Thriller scritte da Rod Temperton.

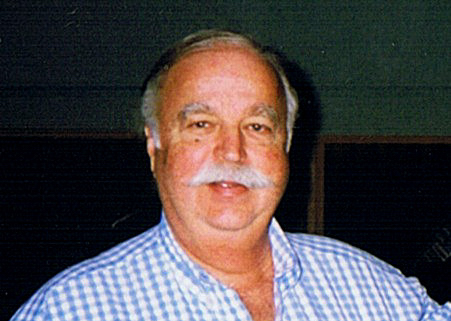
Bruce Swedien, ingegnere del suono di tutti gli album solisti di Michael Jackson per la Epic.

A livello strumentale, per la registrazione dei singoli brani e la rifinitura completa del disco, venne adottato l'impiego delle tecnologie più sofisticate all'epoca. L'attrezzatura utile alla registrazione dei brani venne scelta e selezionata con cura dallo stesso Bruce Swedien dal suo studio di Santa Monica, dove era solito collezionare una grande quantità di microfoni, console e mixer.
Il produttore spiegò inoltre come l'utilizzo di uno speciale programma, l'Acusonic Recording Process (conosciuto anche coi sinonimi Quantum Range Recording Process o Gamma Quantum Recording), abbia permesso di aggirare deleteri effetti collaterali delle registrazioni multitraccia, e di accorciare di alcuni giorni i tempi di incisione. Questa tecnica era infatti in grado di missare fino a 24 tracce su più nastri magnetici, permettendo l'accesso ad un numero illimitato di tracce: utilizzando infatti una traccia timecode SMPTE su ogni nastro e poi registrando ciascun brano su un'apposita bobina aperta, ciascun nastro avrebbe potuto contenere almeno due tracce.
Il numero di tracce praticamente illimitato fu cruciale perché lasciò a Swedien la libertà di dedicarsi alla sua particolare passione per le registrazioni su stereo, sul quale venne effettivamente registrata la maggior parte delle sovraincisioni di Thriller, migliorandone il senso della larghezza, il realismo e l'immediatezza emotiva. Inoltre, per dare maggior risalto alle doti canore di Jackson, Bruce Swedien chiese ai falegnami dello studio di costruire una piattaforma di legno sulla quale Michael avrebbe potuto riverberare meglio la sua voce verso il microfono (nella fattispecie, un Shure SM 7). Altra peculiarità di Jackson era quella di rimanere sveglio la notte prima di una sessione di registrazione per imparare i testi a memoria, in modo da poter registrare interi brani al buio, perché desiderava evitare ogni possibile distrazione all'interno dello studio.
Riguardo alle registrazioni e alla lavorazione dell'album, Jones ha dichiarato alla rivista Rolling Stone:

### Stile

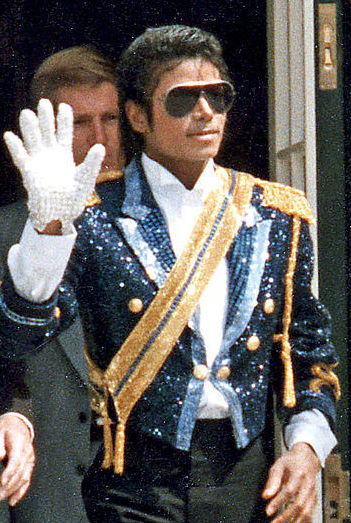
Michael Jackson nel periodo Thriller.

Thriller fu il secondo lavoro da solista di Jackson realizzato per la Epic Records. Il disco presenta uno stile più vario rispetto a quello affrontato nel precedente lavoro del cantante: con questo album, infatti, Michael Jackson cerca di esplorare in modo più approfondito i generi che hanno reso Off the Wall un successo e di replicarne la formula vincente dando però al disco un tocco musicale più forte e maturo. Thriller è influenzato da sonorità funk, rhythm and blues e soul accompagnate da pezzi rock e disco.
L'album si apre con Wanna Be Startin Somethin': il pezzo presenta un completo stile funky ed è stato visto da molti critici come un leggero cenno alla musica disco; la canzone infatti era stata prevista per il precedente lavoro, Off the Wall, più incentrato su quello stile, ma venne infine scartata e riarrangiata per Thriller. Il disco prosegue con le ballate romantiche Baby Be Mine e The Girl is Mine, che trattano per lo più di esperienze sentimentali e dichiarazioni d'amore. La quarta traccia dell'album è l'omonima Thriller: il singolo, di puro stile funk e pop-dance, e soprannominato da alcuni critici "gothic-pop", tratta del tema del paranormale, con alcune allusioni sessuali e una descrizione di un paesaggio deserto e sinistro nel bel mezzo della notte; per il video, Jackson si ispirò al film Un lupo mannaro americano a Londra, da cui rimase affascinato.
La quinta traccia dell'album, Beat It, è caratterizzata da sonorità hard rock mescolate all'R&B e all'heavy metal: il pezzo parla di tematiche serie, tra cui la violenza di strada, la droga e l'alcol. La traccia successiva è Billie Jean: il pezzo incanala il funk nel rhythm and blues, con un tocco di musica disco e influenze pop e perciò ancora oggi viene definita come la canzone più rappresentativa degli Anni Ottanta. A seguire le canzoni funk Human Nature e Pretty Young Thing e, in chiusura, la ballata The Lady in My Life.

### Influenze e ispirazioni
Parlando dell'ispirazione per la composizione dell'album, dove il cantante voleva che non vi fossero filler, ma solo possibili successi, come aveva cercato di fare anche con l'album precedente, Jackson ha citato Lo schiaccianoci di Čajkovskij come una delle sue maggiori influenze per creare l'album Thriller; in un'intervista al giornalista Bryan Monroe della rivista Ebony, dichiarò:
(Michael Jackson, Ebony, 2007)
Jackson dichiarò anche che il decimo album in studio dei Queen, Hot Space (pubblicato nel maggio 1982, quando Jackson era già in studio per registrare il suo album), che all'uscita venne criticato per le sue sonorità disco-funk, lo ispirò fortemente per la creazione dell'album Thriller, quando a loro volta i Queen, per il loro album, vennero influenzati dalle atmosfere dell'era Motown, di cui lo stesso Jackson aveva fatto parte. Secondo alcune ricostruzioni, Jackson arrivò a dichiarare: «Senza Hot Space non ci sarebbe stato Thriller». Inoltre, come dichiarato dalla rivista Rolling Stone in un'intervista a Barry Gibb dei Bee Gees, Michael Jackson una volta ha definito l'album Saturday Night Fever del 1977 come una delle massime ispirazioni per la creazione dell'album Thriller.

## Brani

### Wanna Be Startin' Somethin'
Il brano che apre l'album è stato scritto e composto inizialmente da Michael Jackson durante le sessioni dell'album Off the Wall ma registrato infine per Thriller. La canzone ha uno stile funk afro-caraibico accompagnato da trombe, sintetizzatori, battiti di mani, percussioni e chitarre elettriche. Un critico di Newsweek la definì nel 1983:
La canzone è una sinfonia ritmica stratificata che fa da ponte tra gli stili africano e occidentale e il testo suggerisce i crescenti sentimenti di disagio e ansia di Jackson nei confronti del mondo e dei mass media, in particolare dei tabloid. Il canto swahili sul finale fu ispirato dal pezzo del 1972 intitolato Soul Makossa del musicista camerunense Manu Dibango, che anni dopo fece causa alla casa discografica e a Jackson sostenendo che l'artista avesse copiato la canzone senza il suo permesso. Gli ottoni furono arrangiati da Jackson stesso e Jerry Hay, trombettista, la chitarra suonata da David Williams, mentre le percussioni furono arrangiate da Paulinho Da Costa.
Fu uno dei sette singoli arrivati nella top ten statunitense raggiungendo la posizione numero 5 sulla Billboard Hot 100. Jackson interpreterà la canzone come pezzo d'apertura, o come secondo nella scaletta, di tutti i suoi tour a venire.
Nella sua retrospettiva per i 25 anni dell'album, il critico Joseph Vogel la descrisse così:
di questi stili e altro ancora; una canzone così selvaggia ed energica [...] imprevedibilmente culminante in un trionfante canto swahili. Questo era il suono di una nuova rinascita pop. Non aveva confini. Era un carnevale sonoro, che catturava perfettamente la diversità, la fusione e la velocità di una nuova era.»

### The Girl Is Mine

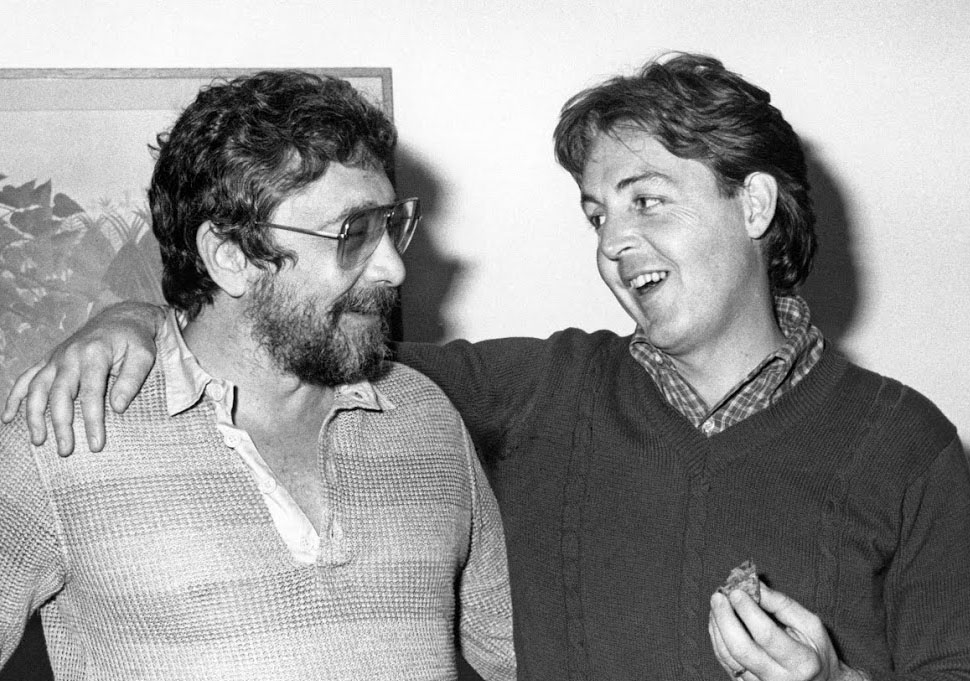
Walter Yetnikoff, presidente della Epic/CBS Records alla pubblicazione di Thriller, con Paul McCartney, che duettò con Jackson in The Girl Is Mine.

Il primo brano ad essere stato inciso fu The Girl Is Mine, in duetto con Paul McCartney. Michael desiderava che all'interno dell'album fosse presente almeno un duetto, e quando si presentò il problema di scegliere la voce ideale pensò subito all'ex Beatles, con cui aveva già inciso i brani Say Say Say e The Man, contenuti all'interno del quinto album in studio di McCartney, Pipes of Peace, pubblicato nel 1983 successivamente a Thriller. Michael Jackson, dopo aver contattato l'ex bassista dei Beatles, lo raggiunse nella sua fattoria nel sud della Scozia, dove Sir Paul McCartney si era trasferito nel 1971 con la sua famiglia dopo lo scioglimento dei Beatles. Il tema della canzone, due amanti che si contendono l'amore di una ragazza, fu suggerito da Quincy Jones, e l'ispirazione arrivò quando Michael si svegliò nel bel mezzo della notte per incidere una demo del brano:

Le musiche e i testi del brano vennero completati da Michael Jackson mentre guardava i cartoni animati alla televisione con Paul nella residenza di quest'ultimo in Scozia. Il duetto vero e proprio con Paul McCartney fu registrato nella sala A dei Westlake Studios dal 14 aprile fino al 16 aprile 1982. Alla parte strumentale del brano contribuirono anche quattro membri dei Toto, con David Paich al pianoforte, Steve Lukather alla chitarra, Jeff Porcaro alla batteria e Steve Porcaro al sintetizzatore. In un'intervista per Rolling Stone Michael dichiarò:
 Questa canzone fu una di quelle dell'album che aiutò ad abbattere la segregazione razziale nelle radio e nelle classifiche dell'epoca. Nei primi anni '80 infatti le radio e le classifiche americane facevano ancora una grande distinzione fra razze, dove le radio e le classifiche Rock and roll erano dominate da artisti bianchi mentre quelle R&B da artisti di colore. Con questa canzone, il primo duetto nella storia della musica in cui un uomo di colore e un uomo bianco si contendevano la stessa ragazza, le radio, e in seguito le classifiche, furono costrette a riconsiderare le loro ormai obsolete categorizzazioni.

### Thriller

La profonda voce dell'attore horror Vincent Price venne scelta come narrazione in stile rap nel brano Thriller

Nell'agosto del 1982 iniziarono le registrazioni del brano Starlight, titolo provvisorio della titletrack, che avrebbe dovuto dare origine al nome dell'album, ovvero Give Me Starlight. Michael Jackson si recò in sala di registrazione insieme a Quincy Jones per incidere la canzone in piena notte, ma il risultato si rivelò insoddisfacente per il produttore, non del tutto convinto del testo del pezzo. Egli decise quindi di dare al brano un'impronta macabra, con un testo che suonasse come un omaggio ai grandi capolavori horror del passato. Quando Jones propose l'idea a Michael, egli la accolse con entusiasmo, anche perché negli ultimi tempi aveva iniziato a seguire con un certo interesse alcuni gialli psicologici (in particolare Psycho del 1960) e a dedicarsi alla lettura di romanzi neogotici di Edgar Allan Poe.
Per il brano venne nuovamente chiamato in causa il compositore britannico Rod Temperton, già scrittore dei brani Baby Be Mine e The Lady in My Life, il quale riscrisse la canzone a tempo di record, mentre si stava dirigendo verso i Westlake Studios in taxi di notte, trovando ispirazione nell'atmosfera cupa e misteriosa che avvolgeva la città, e da lì Starlight venne ribattezzata Thriller. Il testo di Temperton prevedeva anche un finale scritto come un testo di Edgar Allan Poe e parlato in stile rap, che però nessuno sapeva come utilizzare. Si scoprì che la moglie di Quincy Jones all'epoca, l'attrice Peggy Lipton, era una grande amica del noto attore horror Vincent Price: l'idea era quella di servirsi della sua voce come fatto nei suoi ruoli più famosi (si ricordano Passione che uccide del 1947 e La maschera di cera del 1953).
Al fine di rendere l'aura di Thriller ancora più terrificante, sorse il bisogno di inserire al suo interno effetti sonori adatti al tema. L'ingegnere tecnico Matt Forgen raccontò un aneddoto divertente riguardante proprio la realizzazione di tali effetti: all'inizio del brano si può chiaramente udire l'ululato di un lupo, per il quale l'ingegnere del suono Bruce Swedien pensò di coinvolgere il suo cane, un alano di 90 chili. L'animale, però, si rivelò talmente ostinato da indurre lo stesso Michael Jackson ad emettere lui stesso i tanto ricercati ululati, e il risultato fu talmente convincente da utilizzarlo per la versione finale. Il rumore di una porta che cigola venne riprodotto utilizzando alcune porte per effetti speciali prese in prestito agli Universal Studios, mentre per i passi che si sentono nell'intro venne utilizzata una pedana di legno su cui Jackson camminò avanti e indietro coi suoi celebri mocassini fino ad ottenere l'effetto desiderato, registrato in stereofonia. La parte più impegnativa fu la creazione dei tuoni, risultato di un semplice metodo hollywoodiano: effettuando un foro alla base di una lattina e inserendovi all'interno una molla collegata ai lati dell'oggetto mediante delle viti, si venne a creare una cassa armonica che produceva un suono molto simile a quello di un tuono. Per dare al brano un sound ancora più inquietante, venne utilizzato anche il theremin che, grazie al suo riconoscibile suono, venne utilizzato in molti film di fantascienza, horror e thriller.
Il singolo, oltre ad essere uno dei più famosi e di maggior successo di Jackson, è anche uno dei brani più venduti e scaricati dell'album, soprattutto nel periodo di Halloween.

### Beat It

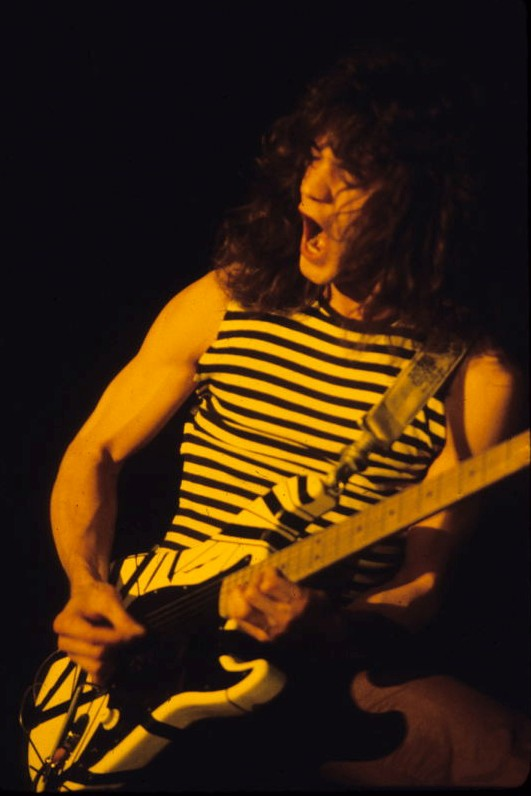
Il chitarrista Eddie van Halen dei Van Halen eseguì l'assolo di chitarra presente sul finale di Beat It

Beat It fu l'ultimo brano ideato e registrato per l'album Thriller. Sul finire delle sessioni di registrazione per il nuovo album, Quincy Jones non era del tutto soddisfatto del risultato ottenuto; sosteneva, infatti, che il disco fosse «troppo piatto» e la sua lunga esperienza musicale gli aveva insegnato che, perché un album fosse davvero completo, avrebbe dovuto catturare un pubblico eterogeneo, saggiando almeno quattro aree musicali diverse, fra cui l'R&B, il soul e il rock. Il produttore invitò quindi Michael a portargli un brano di genere hard rock.
La nascita di Beat It aveva già avuto luogo sei mesi prima quando Michael, nella sua villa di Hayvenhurst ad Encino, ne aveva scritto e registrato una demo. Beat It fu un esempio fondamentale di crossover, un incrocio perfetto tra l'R&B della black music e il rock e l'heavy metal dei bianchi, ed ebbe il merito di introdurre sul mercato il cosiddetto rock nero, mentre altri critici la definirono dance metal. Riguardo alla composizione il cantante ha dichiarato:
Jackson era riuscito a creare una canzone in stile hard rock con il contributo della chitarra ritmica e il basso di Steve Lukather dei Toto e l'assolo dopo il bridge di Eddie van Halen, completati dall'esecuzione vocale dello stesso Jackson. Steve Lukather raccontò che Van Halen suonò delle improvvisazioni e il celebre solo fu montato tagliando e incollando spezzoni di nastro da Lukather e Jeff Porcaro. Beat It completò quindi la lista dei titoli dell'album.

### Billie Jean

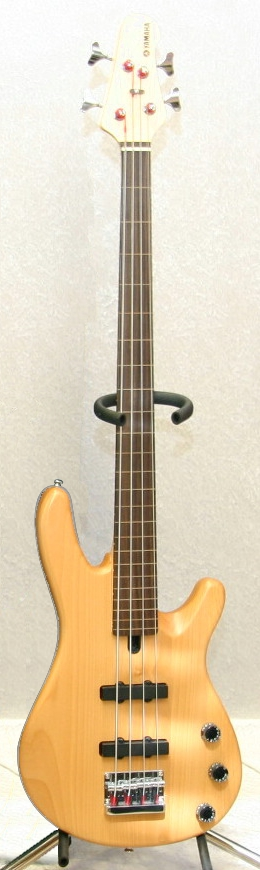
Un basso Yamaha BB404F, come quello usato nell'accordo iniziale di Billie Jean

La fase embrionale degli sviluppi biografici che portarono alla creazione di Billie Jean affonda le sue radici nel 1981, durante una delle tappe del Triumph Tour con i The Jacksons, una donna – che in seguito si scoprì essere una stalker – accusò Jackson di non riconoscere la paternità dei suoi due gemelli. Dichiarò di chiamarsi "Billie Jean Jackson" e affermò di essere sposata con il cantante, inviandogli addirittura una lettera e una pistola (secondo quanto dichiarato dal noto biografo J. Randy Taraborrelli), episodio che turbò così tanto l'artista da causargli alcuni incubi. La donna anni dopo fu ricoverata in un ospedale psichiatrico.

Per quanto vera, la storia della ragazza non è riferita a Michael, bensì a suo fratello Randy Jackson, accusato di essere il padre legittimo di due gemelli che aveva concepito dalla Billie Jean in questione; nella sua autobiografia, Moonwalk Michael disse espressamente che era rivolta a uno dei fratelli[12][13]. Nel 1996, durante un'intervista, Jackson ammise di averne conosciute tante di Billie Jean, che in passato erano state delle groupie dei Jacksons:
Michael Jackson scrisse la prima demo del brano ad Hayvenhurst nell'autunno del 1981. L'artista raccontò di avere avuto un'ispirazione alla composizione del brano mentre guidava la sua Rolls-Royce Silver Shadow percorrendo un breve tratto di strada a Los Angeles. Michael era così immerso nei pensieri della canzone che non si accorse che la sua automobile nel frattempo aveva preso fuoco. Un ragazzo in bicicletta però lo avvertì del pericolo e Jackson si salvò. Quando presentò il pezzo al produttore Quincy Jones, questi non gradì il titolo e gli propose di rinominarla Not My Lover, poiché era convinto che la gente avrebbe pensato ad una relazione fra il cantante e la nota tennista Billie Jean King.
Il produttore, inoltre, evidenziò altri difetti: un'introduzione strumentale troppo lunga, che rendeva il pezzo «Non abbastanza forte per un album come Thriller», ma Jackson rispose che era proprio quel giro di basso a fargli venire voglia di ballarci sopra. Alla fine Jackson la spuntò su entrambe le questioni, mantenendo sia il titolo sia l'introduzione[15], e in questo modo iniziò a prendere forma un brano insolito, che riuscirà a creare una rottura definitiva nella musica disco, senza rinnegare in alcun modo quella dance.
Per questa canzone l'ingegnere del suono Bruce Swedien cercò di dare alla batteria il sound più preciso e potente possibile. Il ritmo iniziale del brano fu il risultato di una trovata di Swedien: egli progettò una fodera speciale che coprisse la parte frontale della grancassa della batteria, applicandovi al centro una fessura con una chiusura a cerniera, dentro la quale venne poi inserito un microfono. Anche per realizzare il giro di basso fu necessaria qualche piccola modifica: il bassista Louis Johnson venne costretto da Jackson a risuonare la parte con tutti gli strumenti in suo possesso finché lo stesso Michael non ebbe scelto un basso Yamaha, il cui suono ricco e vivace gli sembrò l'ideale.
La leggenda vuole che Michael abbia registrato la voce principale in un'unica sessione, ma fu proprio l'arrangiamento a rendere questa canzone originale. Billie Jean venne missata da Bruce Swedien per 91 volte, mentre Michael curò l'arrangiamento della batteria e del sintetizzatore e, con l'aiuto del suo collaboratore Jerry Hey per gli archi, i corni e il multi-tracking completò Billie Jean solamente una settimana prima dell'uscita dell'album Thriller, fissata dalla Epic Records per il 30 novembre 1982. Oltre ad essere stato il primo brano di Jackson abbinato al Moonwalk, il famoso passo di break dance, è anche il singolo più venduto e apprezzato dell'album e il più acclamato dell'intera carriera dell'artista.

### Human Nature

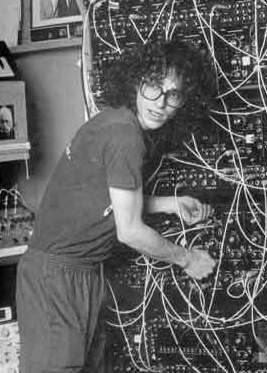
Steve Porcaro dei Toto scrisse e compose Human Nature prima che il brano fosse consegnato a Michael Jackson

Il 1982 fu anche l'anno nel quale il gruppo musicale dei Toto aveva pubblicato il suo quarto album in studio, Toto IV, con il quale la band riuscì a raggiungere il proprio obbiettivo personale, ovvero pubblicare un disco che sarebbe poi diventato uno dei maggiori successi degli Anni Ottanta. Dall'album vennero estratti quattro singoli: Rosanna, Make Believe, I Won't Hold You Back e Africa, sicuramente il brano più famoso dell'intero repertorio dei Toto. Proprio della registrazione di Africa il musicista Steve Porcaro serbò un ricordo indelebile, ricordando di aver scritto una canzone dal titolo Human Nature che non superò le fasi finali del missaggio dell'album:
(Steve Porcaro mentre racconta della nascita di Human Nature)
Steve Porcaro e il tastierista David Paich vennero quindi invitati a prendere parte alla registrazione del nuovo album di Michael Jackson. Quando arrivarono in studio, i due musicisti incontrarono Bruce Swedien, Matt Forgen e Quincy Jones, il quale li invitò a rovistare tra la loro montagna di pezzi scartati da album precedenti per cercare nuovo materiale che si rifacesse allo stile di Thriller. David Paich invitò quindi i due nella sua abitazione a Calabasas, in California, luogo di ritrovo dei membri dei Toto e fonte d'ispirazione per la scrittura dei brani. Durante le ricerche David si ricordò di un brano da lui scritto ma scartato dalle sessioni per Toto IV e chiese a Steve di cercarlo nella soffitta di casa; là si imbatté in una cassetta con sopra scritto Human Nature su di un lato, mentre sul lato B vi erano le altre due canzoni scritte da Paich. I due portarono dunque la cassetta in studio, dove Quincy Jones volle ascoltare tutte e tre le canzoni, ma fu proprio Human Nature che affascinò particolarmente Michael Jackson, che subito la definì «una canzone con le ali».
La scrittura del brano venne completata da Steve Porcaro insieme a John Bettis in un'ora e mezza, gli arrangiamenti curati da David Paich, Steve Porcaro e Steve Lukather, mentre per la parte strumentale collaborarono tutti i membri dei Toto: David Paich e Steve Porcaro al sintetizzatore, Steve Lukather alla chitarra e Jeff Porcaro alla batteria. I quattro rimasero sorpresi dal modo in cui Michael lasciò loro la più totale libertà creativa nella scrittura dei testi e dal supporto che diede loro durante la lavorazione:
(Il ricordo di David Paich del lavoro svolto con Michael Jackson.)

## Copertina
La copertina di Thriller venne realizzata da Dick Zimmerman, fotografo di fiducia di Michael Jackson, che verrà scelto anche per i ritratti di nozze con Lisa Marie Presley nel 1994.
La lavorazione si svolse tra metà agosto e inizio settembre del 1982 nel Beverly Boulevard di Hollywood, stesso posto in cui Michael stava ultimando le sessioni di registrazione di alcune tracce dell'album. Per la foto della copertina, il cantante volle prendere in prestito un cucciolo di tigre siberiana di sei settimane, che venne però poi tagliato via dalla copertina effettiva ed inserito solo nelle copertine di alcuni singoli, come alcune versioni del singolo di Billie Jean, e nella copertina della Special Edition dell'album Thriller del 2001. Jackson non trovò nulla di convincente da indossare nell'enorme guardaroba che venne messo a sua disposizione, ma gli piacque invece il completo bianco che indossava il fotografo e, resosi conto che avevano la stessa taglia, decise di indossare l'abito di Zimmerman, che si dovette cambiare invece con uno dei tanti abiti messi a disposizione di Jackson. Jackson si mise in posa sdraiato a terra e il fotografo scattò varie fotografie che, il giorno seguente, mostrò a Quincy Jones. Come raccontato dal fotografo, Jones, dopo un solo minuto, stava già puntando il dito verso la sua preferita, esclamando verso Jackson:
(Quincy Jones, 1982)

## Promozione

### I video

Jackson come appariva nel famoso videoclip della canzone Thriller.

Thriller fu il primo album di Michael Jackson ad essere promosso largamente grazie all'uso dei videoclip. Jackson aveva già realizzato qualche video in passato, sia coi The Jacksons che da solista per l'album Off The Wall, per il quale girò tre videoclip, ma la grande differenza con l'album Thriller fu che nel 1981, un anno prima della sua uscita, fece la sua comparsa negli Stati Uniti il canale musicale MTV, primo canale a trasmettere solo video musicali e concerti 24 ore al giorno, che riscontrò subito un grande successo, specialmente tra i più giovani. All'inizio del 1983 Jackson decise pertanto di promuovere Billie Jean, il secondo singolo estratto da Thriller, realizzando un elaborato e innovativo videoclip che faceva uso di effetti speciali all'avanguardia per l'epoca, ma i vertici di MTV rifiutarono inizialmente di metterlo in onda dato che, per loro scelta, trasmettevano solo musica rock di artisti bianchi. Walter Yetnikoff, allora amministratore delegato della Epic/CBS, la casa discografica di Jackson, chiamò i vertici del canale minacciandoli di non permettergli di trasmettere più un solo artista della Epic se non avessero mandato in onda il video di Billie Jean. MTV si trovò costretta ad accettare e il video riscosse subito successo, portando il canale ai picchi di ascolto più alti dei due anni dalla sua nascita. Grazie al successo del video di Jackson, e alle pressioni di Yetnikoff, MTV inizierà a trasmettere regolarmente video di artisti di colore. Jackson continuerà a promuovere l'album con altri due video: uno per il singolo Beat It e l'altro per la title track, che avrà un successo straordinario diventando in breve il video più famoso della storia. Il successo dei video sarà tale da non solo incrementare esponenzialmente le vendite dell'album, ma anche risollevare le sorti del canale musicale, come dichiarato da Rob Tannenbaum, coautore del libro I Want My MTV: The Uncensored Story of the Music Video Revolution:
(Rob Tannenbaum)

### Esibizione alMotown 25

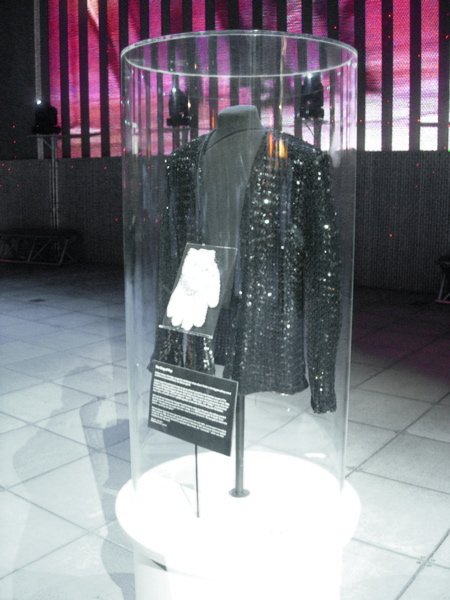
La giacca e il guanto di strass utilizzati da Jackson durante la sua famosa performance al Motown 25.

La popolarità di Michael Jackson era quindi in continuo aumento, ma il picco della fama venne toccato il 16 maggio 1983, quando si esibì insieme ai The Jacksons al concerto celebrativo dei 25 anni dalla nascita della Motown, l'etichetta che li aveva lanciati, intitolato Motown 25: Yesterday, Today, Forever. Dopo aver cantato un medley delle canzoni I Want You Back, The Love You Save, Never Can Say Goodbye e I'll Be There con i suoi fratelli, Michael restò da solo sul palco vestito con un cappello di feltro nero stile fedora, una giacca nera scintillante di paillettes, pantaloni neri, calzini bianchi ricoperti di strass, mocassini neri e un guanto bianco ricoperto di strass alla mano sinistra, esibendosi da solista sulle note di Billie Jean ed eseguendo per la prima volta il Moonwalk, ottenendo una standing ovation. Il suo look di quella sera e l'elaborato passo musicale sarebbero diventati il suo marchio di fabbrica negli anni a venire. L'evento fu seguito in televisione da più di 50 milioni di telespettatori, ascolti che negli Stati Uniti non si avevano dai tempi di Elvis Presley e dei Beatles all'Ed Sullivan Show. Con questi elevati indici d'audience, le vendite di Thriller si impennarono drasticamente, arrivando perfino ad un ritmo di un milione di copie a settimana e facendolo ritornare in vetta alla Billboard Album Chart.

### Merchandise, ilVictory Toure gli spot per la Pepsi

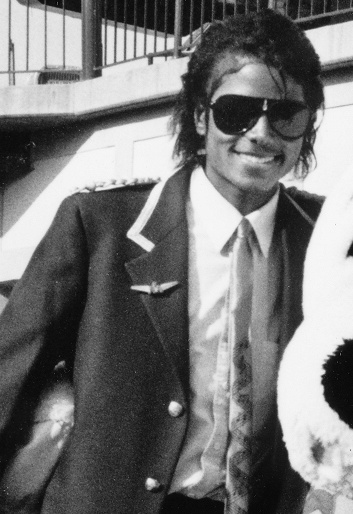
Michael Jackson nel 1984.

Grazie al successo straordinario dell'album e dei suoi video, Michael Jackson, tramite una sua società controllata chiamata Triumph International, depositò il suo nome come marchio registrato e iniziò a produrre merchandise col suo marchio tra cui figuravano giocattoli, quaderni, capi di vestiario e pupazzi con le fattezze dell'artista ispirati ai look sfoggiati nelle sue apparizioni pubbliche e nei video tratti dall'album Thriller.
Nel novembre 1983, un anno dopo l'uscita di Thriller, Jackson (con i suoi fratelli) strinse un accordo da 5 milioni di dollari con la PepsiCo, che avrebbe infranto ogni record diventando all'epoca il più grande accordo di sponsorizzazione di una celebrità. L'artista non intraprese una tournée in supporto all'album Thriller, pertanto utilizzò quello che sarebbe diventato l'ultimo tour coi suoi fratelli, il Victory Tour del 1984, per promuovere il suo album, interpretando dal vivo quattro pezzi da Thriller, ovvero Wanna Be Startin' Somethin', Human Nature, Beat It e Billie Jean. Per promuovere il tour, i Jackson realizzarono due pubblicità di successo per la Pepsi-Cola dove, in entrambe, Michael e i suoi fratelli reinterpretavano Billie Jean in una nuova versione col testo cambiato, che conteneva allusioni alla nota bevanda. Durante le riprese della seconda pubblicità, mentre i Jackson simulavano un concerto dal vivo, i capelli di Michael presero fuoco accidentalmente a causa di un guasto degli effetti pirotecnici, causandogli ustioni di secondo e terzo grado al cuoio capelluto. La Pepsi diede a Jackson un risarcimento danni di circa 1,5 milioni di dollari, che l'artista donò in beneficenza. La notizia dell'incidente finì su tutti i media del mondo e, suo malgrado, finì per fare ancora più pubblicità a Jackson, al suo album e al tour coi fratelli.

## Accoglienza

### Critica musicale
| Recensione                    | Giudizio |
| ----------------------------- | -------- |
| AllMusic                      |          |
| Rolling Stone                 |          |
| The Rolling Stone Album Guide |          |
| Robert Christgau              | A        |

L'album venne accolto con critiche entusiaste quasi dall'unanimità della critica musicale mondiale che lo ritenne il capolavoro di Michael Jackson e una pietra miliare nella storia della musica.
Il critico musicale di AllMusic, Stephen Thomas Erlewine, lo ha definito «un disco che ha qualcosa per tutti, costruito sul progetto di base di Off the Wall, ma aggiungendo funk più duro, hard rock, ballate più morbide e un'anima più fluida, espandendo l'approccio per avere qualcosa per ogni pubblico» e definendolo «un insieme di musica fenomenale» aggiungendo inoltre che la varietà di generi delle canzoni dell'album «sono parte del motivo per cui l'album è più di un semplice fenomeno. L'altra ragione, ovviamente, è che gran parte di questa è semplicemente ottima musica».
Christopher Connelly di Rolling Stone, confrontando l'album col precedente successo di Jackson, Off the Wall, concluse che «piuttosto che riscaldare il funk piacevolmente insensato di Off the Wall, Jackson ha preparato un LP vivace i cui lavori uptempo non nascondono i suoi messaggi oscuri e strazianti» per poi descrivere come in Thriller i testi di Jackson siano più paranoici rispetto ai lavori precedenti dell'artista: «il suono quasi ossessivo integra i testi che delineano un mondo che ha messo il ventiquattrenne sulla difensiva» aggiungendo che l'artista «ha lasciato cadere il falsetto da ragazzo [...] e ha scelto di rivolgersi ai suoi aguzzini con una voce piena e adulta con una grintosa determinazione venata di tristezza» lodando quasi tutte le canzoni dell'album (tranne The Girl is Mine, P.Y.T. e la title track), in particolare Billie Jean («un numero funk snello e insistente il cui messaggio non potrebbe essere più schietto») e Beat It, che definisce «la miglior canzone» dell'album.
John Rockwell del New York Times ha definito Thriller un album «superbo» e ancora «un meraviglioso disco pop, l'ultima dichiarazione di uno dei più grandi cantanti della musica popolare di oggi» lodando l'album per aver rotto le barriere razziali, definendolo «un segno di speranza, come mai abbiamo avuto fino ad ora, che le barriere distruttive che sorgono regolarmente tra la musica bianca e nera, e tra bianchi e neri, in questa cultura possano essere nuovamente spezzate», lodando alcune canzoni come Human Nature che il critico definisce «una ballata inquietante e ossessionante [...] con un ritornello irresistibile».
Newsweek definì Thriller «un classico pop sovralimentato per gli anni '80: appariscente, futuristico e vivacemente ottimista» definendo Billie Jean «la sua nuova canzone più seducente» e lodando l'interpretazione vocale di Jackson su ogni brano: «Nelle ballate è sommesso, riverente, tremante, il suo tenore si inarca in un morbido, puro falsetto. Nei brani dance ritmati è rauco, estatico, posseduto: canta un fantastico repertorio di schiocchi, clic, squittii, gorgoglii, gemiti, quasi ogni suono che possa essere manipolato ritmicamente. La voce di Michael tormenta queste canzoni, dà loro il cuore. Trascende tutti gli espedienti elettronici. È ciò che farà durare a lungo questa musica».
Robert Christgau per The Village Voice lodò ogni brano dell'album, eccetto P.Y.T., che definì un "filler", descrivendo Beat It come «inesauribile» e Billie Jean come «la dichiarazione più chiara di Michael fino ad oggi sulla sessualità e la celebrità», dando all'album la sua valutazione massima: "A".
A distanza di anni, l'album e i suoi successi vengono ancora lodati dalla critica; nella sua retrospettiva per i 30 anni dall'uscita dell'album, Billboard lo ha definito un album che «ha cambiato il mondo», constatando come con Thriller «Michael Jackson [...] in qualche modo ha trovato una marcia in più e improvvisamente ha trasceso da semplice superstar, ridefinendo l'idea stessa di quanto grande potesse essere qualcuno nel suo campo».
Quando l'album venne inserito all'interno della Biblioteca del Congresso, Ii critico musicale Joseph Vogel, nella sua retrospettiva dell'album inserita all'interno del sito ufficiale della biblioteca, descrisse Thriller come «l'album che ha cambiato la traiettoria della musica: il modo in cui suonava, il modo in cui veniva ascoltata, il modo in cui appariva, il modo in cui era consumata» concludendo che «ha abbattuto le barriere, creando un nuovo paesaggio musicale in cui gli artisti di colore non erano più relegati ai margini. Ad oltre 30 anni da quando è uscito per la prima volta nei negozi di dischi, rimane l'album definitivo di un decennio e uno dei sacri graal del pop».

### Classifiche e vendite
Negli Stati Uniti, Thriller ha esordito all'11º posto della Billboard 200 il 25 dicembre 1982 con 166.000 copie vendute nel corso della prima settimana di disponibilità. Si trattò di un buon risultato, considerato il fatto che all'epoca la presenza di artisti neri all'interno della Top 20 era ormai diventato un evento piuttosto raro. L'entrata immediata di Thriller nelle prime 20 posizioni fu possibile grazie al brano The Girl Is Mine, pubblicato il 18 ottobre 1982 in duetto con Paul McCartney: questo permise al disco di Michael Jackson di essere trasmesso anche nelle stazioni radio riservate alla diffusione di sola musica bianca, assicurando una maggior promozione all’album e consolidandone le vendite. L'album entra finalmente in Top 10 tre settimane dopo insieme a The Girl Is Mine, che in poco tempo raggiunse la 2ª posizione della Billboard Hot 100, l'8 gennaio 1983. Il 10 marzo 1983 venne messo in rotazione da MTV il videoclip di Billie Jean, secondo singolo estratto dall'album e pubblicato il 2 gennaio dello stesso anno. Il singolo ebbe un enorme successo, raggiungendo la vetta sia della Billboard Hot 100 che nella Hot R&B/Hip-Hop Songs, dominando le classifiche musicali per 9 settimane consecutive. Grazie alla spinta promozionale attuata dal video di Billie Jean l'album, che fino a quel momento stentava a primeggiare, conquistò subito la prima posizione della Billboard Albums Chart nella settimana del 26 febbraio dopo 15 settimane in classifica.
Thriller rimase per le successive 17 settimane al vertice delle classifiche di Billboard (record tutt'oggi imbattuto) vendendo più di 1 milione di copie a settimana; il successo dell'album in America fu tale da risollevare completamente la crisi che aveva colpito il mercato musicale all'inizio degli Anni Ottanta con la fine dell'era della disco music. La permanenza di Thriller alla posizione numero uno venne interrotta il 25 giugno 1983 dalla colonna sonora del film Flashdance, che mantenne il primo posto in classifica per due settimane, per poi cedere nuovamente il posto a Thriller, ritornato in vetta dal 9 al 16 luglio, fino all'arrivo di Synchronicity dei The Police, che l'ha sostituito per 7 settimane dal 23 luglio al 3 settembre e per 10 settimane dal 17 settembre al 19 novembre.
A partire dal 24 dicembre, dopo l'uscita del singolo Thriller e del relativo videoclip, l'album ritornò nuovamente in cima alla Billboard Albums Chart, raggiungendo in tal modo il numero di 50 settimane consecutive trascorse al numero uno della classifica, record assoluto di permanenza per un album, colonne sonore escluse. L'album detiene tutt'oggi il record di maggior numero di settimane passate alla 1ª posizione della Billboard 200, 37, collezionando 80 settimane di permanenza tra le prime dieci posizioni (terzo miglior risultato in assoluto, dietro a Born in the U.S.A. di Bruce Springsteen e a The Sound of Music, colonna sonora del film Tutti insieme appassionatamente), traguardo condiviso con 21 di Adele, uscito però quest'ultimo in un'epoca in cui le vendite effettive degli album non sono comparabili a quelle degli anni '80. Thriller rimase in classifica per 412 settimane, ovvero per quasi dodici anni e mezzo, rientrando ripetutamente all'interno delle prime 5 posizioni. L'album continuerà ad essere presente nelle chart negli anni successivi superando le 600 settimane di permanenza.

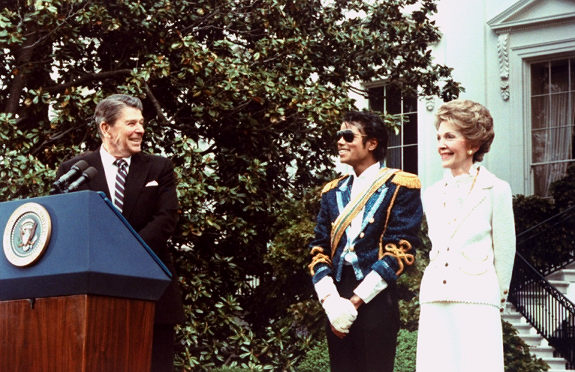
Michael Jackson riceve un premio dal Presidente degli Stati Uniti, Ronald Reagan e da sua moglie, Nancy, alla Casa Bianca nel 1984.

Il 7 febbraio 1984 il presidente della CBS Records, Allen Davis, annunciò che Thriller aveva già superato i 25 milioni di copie venduti nel mondo, e avendo superato perfino le vendite della colonna sonora del film La febbre del sabato sera venne inserito all'interno del Guinness dei Primati per essere l'album che ha venduto di più nella storia della musica. Il riconoscimento gli fu consegnato da Norris McWhriter con una cerimonia all'New York Metropolitan Museum of Natural History alla quale erano presenti più di 1.500 star della musica e dello spettacolo.
Il 30 ottobre 1984 Thriller aveva già venduto oltre 20 milioni di copie nei soli Stati Uniti d'America secondo i dati riportati dalla Recording Industry Association of America, la quale lo certificò doppio disco di diamante.
Il 15 novembre 2006, in occasione dei World Music Awards di Londra, Jackson ha ricevuto il Diamond Award ed è stato premiato da un rappresentante del Guinness dei Primati per festeggiare la vendita di 104 milioni di copie dell'album Thriller.

#### Successo dopo la morte dell'artista e disputa con gli Eagles

John Branca, ex avvocato di Jackson, e suo co-esecutore testamentario, con alle spalle il premio che certifica le 100 milioni di copie vendute dall'album Thriller

A seguito della morte dell'artista, avvenuta il 25 giugno 2009, l'album è rientrato ai primi posti nelle classifiche internazionali, vendendo più di 2 milioni di copie nel giro di pochi mesi. Il successo si è conseguito anche grazie ai singoli Billie Jean, Beat It e Thriller, i quali hanno riconquistato la vetta delle classifiche e che hanno venduto diversi milioni di copie a loro volta. A distanza di due anni dalla morte dell'artista, Thriller ha conquistato il suo 29º disco di platino negli Stati Uniti, eguagliando il record di album più venduto nel Paese detenuto dagli Eagles con Their Greatest Hits (1971-1975). Nel dicembre 2015, tuttavia, Thriller batte la raccolta degli Eagles, guadagnandosi il 30º disco di platino. Il 1º febbraio 2016, invece, ha raggiunto i 32 milioni di copie nel Paese, diventando il primo disco nella storia della musica ad aver ricevuto il triplo disco di diamante negli Stati Uniti d'America. Il 16 febbraio 2017 l'album ha ottenuto il 33º disco di platino negli Stati Uniti, confermandosi ancora una volta come l'album più venduto nel paese e come l'album col maggior numero di certificazioni della storia.
Il 20 agosto 2018, Their Greatest Hits (1971-1975) degli Eagles supera nuovamente Thriller, con 38 milioni di copie vendute, ottenendo il 38º disco di platino e diventando il disco più venduto di sempre negli Stati Uniti, nonostante i dati effettivi siano stati messi in dubbio da alcuni esperti del settore che contestano l'improvvisa scoperta di 9 milioni di album extra per la raccolta della band americana, lasciando a Thriller il primato di più venduto nel paese limitatamente agli album in studio. Questa non è la prima volta che le certificazioni degli Eagles hanno frustrato la Sony e la Tenuta di Jackson: la loro compilation era stata certificata 14 volte disco di platino nel dicembre 1993; meno di due anni dopo, nel giugno 1995, venne certificata 22 volte platino, il che implica 8 milioni di nuove vendite durante un periodo in cui Nielsen aveva calcolato vendite di solo 1 milione circa. Il co-esecutore della Tenuta di Jackson, John Branca, si dice scettico:
Altri critici hanno fatto notare la stranezza del continuo riemergere di questa raccolta ai danni di Thriller, facendo notare come, nell'era dello streaming, le visualizzazioni e gli stream di ogni singolo contenuto in un album contino come vendite (1.500 audio/video stream di una porzione di album equivalgono a dieci brani venduti e, di conseguenza, pari a un album venduto) e come in tale raccolta della band americana non vi siano contenute le canzoni più famose e di maggiore successo della band, ovvero quelle di Hotel California, pubblicato solo nel 1976, mentre in Thriller vi sono contenuti singoli che continuano a macinare vendite e record anche nell'era dello streaming, tra cui la title track, che ogni anno rientra nelle classifiche mondiali nel periodo di Halloween, mentre altri hanno accennato ad un possibile razzismo dell'industria musicale americana, che si sentirebbe più a suo agio a riconoscere il successo e a premiare una band bianca americana piuttosto che l'artista afroamericano di maggior successo della storia.
Nonostante le polemiche, Thriller è ancora oggi l'album più venduto di tutti i tempi a livello globale con una stima di oltre 105 milioni di copie vendute in tutto il mondo, nonché l'album in studio più venduto di sempre negli Stati Uniti d'America.

## Premi e riconoscimenti

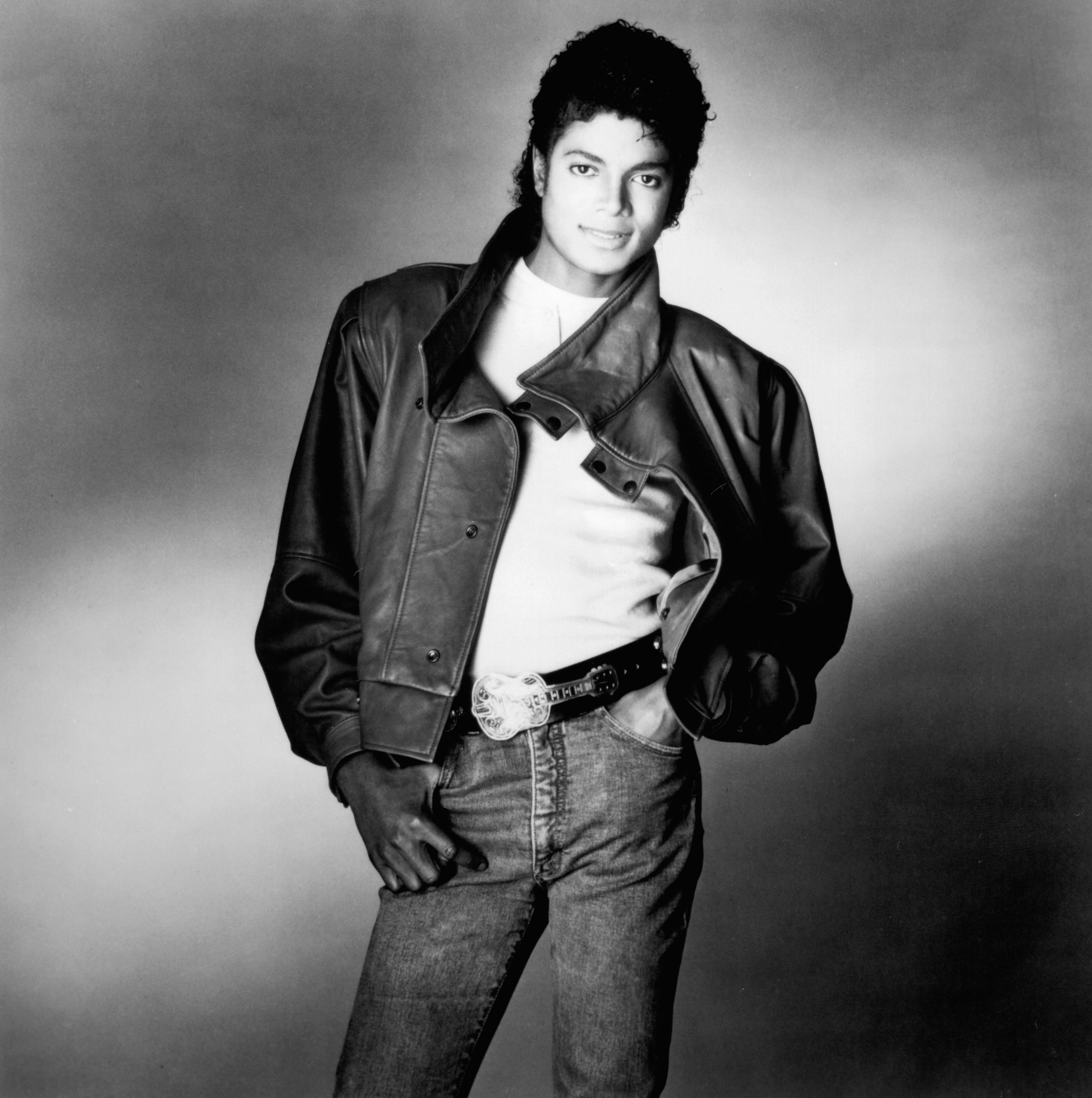
Jackson nel 1982-1983.

L'album ricevette 8 Grammy Award a fronte di ben 12 nomination, tra i quali il premio come Album dell'anno. Beat It vinse come Registrazione dell'anno e come Miglior interpretazione rock maschile e ricevette un'altra candidatura come Canzone dell'anno; Billie Jean vinse come Miglior interpretazione R&B maschile e Miglior canzone R&B e ricevette inoltre anch'essa una candidatura come Canzone dell'anno; Thriller (il singolo) vinse come Miglior interpretazione pop maschile; The Girl Is Mine e Wanna Be Startin' Somethin'  vennero candidate rispettivamente come Miglior interpretazione di un duo o gruppo e Miglior canzone R&B. Ricevettero inoltre un Grammy per l'album il produttore Quincy Jones, che ricevette il premio come Produttore dell'anno, non classico (che ritirò assieme a Jackson essendo lui coproduttore) e l'ingegnere del suono Bruce Swedien, che vinse il premio al Miglior ingegnere del suono, non classico. Jackson venne inoltre premiato per l'E.T. Storybook, che vinse il premio come Miglior registrazione per bambini, portando così i premi ricevuti personalmente da Jackson a 8, e i premi ricevuti da Thriller anch'essi a 8, all'epoca record per un solo album e record per un solo artista.
Lo stesso anno, agli American Music Award, Thriller e Jackson ricevettero 8 premi come: Album pop/rock preferito, Album soul/R&B preferito, Canzone pop/rock preferita (Billie Jean), Miglior video pop/rock e Miglior video soul/R&B (per Beat It), Miglior artista pop/rock, Miglior artista soul/R&B e American Music Award al Merito (a Jackson).
Il video di Thriller si aggiudicò inoltre 3 premi alla prima edizione degli MTV Video Music Awards del 1984, rispettivamente come Miglior performance in un video, Miglior coreografia (a Michael Jackson e Michael Peters) e come Viewer's Choice (video scelto dal pubblico).
Alla cerimonia dei Grammy Awards 1985, la VHS che conteneva il video di Thriller, col suo relativo making of, vinse un premio come Miglior Video Album, portando così Thriller a un record di 9 Grammy Award vinti.
Ai World Music Awards 1996, Thriller ricevette ancora un premio come Album più venduto al mondo. L'album è stato inserito nel 2001 nella Grammy Hall of Fame, nel 2007 si è classificato al terzo posto nella classifica dei migliori album della storia curata dalla Rock and Roll Hall of Fame, chiamata Definitive 200, e nel 2008 è stato inserito nel National Recording Registry della Biblioteca del Congresso come "registrazione culturalmente, storicamente o esteticamente significativa", mentre il video musicale della canzone Thriller è stato inserito nel National Film Registry del National Film Preservation Board come "film culturalmente, storicamente o esteticamente significativo". Nel 2020 la rivista Rolling Stone lo ha inserito al 12º posto all'interno della sua lista, rivista e corretta, dei 500 migliori album di tutti i tempi. Il Guinness dei primati ha certificato inoltre varie volte Thriller per essere l'album più venduto nella storia della musica.

## Tracce

### Lato A
1. Wanna Be Startin' Somethin' – 6:03 (Michael Jackson)
2. Baby Be Mine – 4:20 (Rod Temperton)
3. The Girl Is Mine (feat. Paul McCartney) – 3:42 (Michael Jackson)
4. Thriller – 5:58 (Rod Temperton) – la parte conclusiva in stile horror/rap è eseguita da Vincent Price

### Lato B
1. Beat It – 4:18 (Michael Jackson) – l'assolo alla chitarra è eseguito da Eddie van Halen
2. Billie Jean – 4:54 (Michael Jackson)
3. Human Nature – 4:06 (John Bettis, Steve Porcaro)
4. P.Y.T. (Pretty Young Thing) – 3:59 (Michael Jackson, James Ingram, Quincy Jones)
5. The Lady in My Life – 4:59 (Rod Temperton)

#### Tracce bonus dellaSpecial Editiondel 2001
1. Intervista #1 a Quincy Jones – 2:18
2. Someone in the Dark (from the E.T. Storybook) – 4:49 (Alan Bergman, Marilyn Bergman, Rod Temperton)
3. Intervista #2 a Quincy Jones – 2:04
4. Billie Jean (Home Demo from 1981) – 2:20 (Michael Jackson)
5. Intervista #3 a Quincy Jones – 3:10
6. Intervista #1 a Rod Temperton – 4:03
7. Intervista #4 a Quincy Jones – 1:33
8. Voice-Over Session from Thriller – 2:52 (Michael Jackson, Rod Temperton)
9. Intervista #2 a Rod Temperton – 1:56
10. Intervista #5 a Quincy Jones – 2:02
11. Carousel (Short Version) – 1:50 (Michael Sembello, Don Freeman)
12. Intervista #6 a Quincy Jones – 1:18

## Brani scartati
Di seguito alcune tra le canzoni provenienti dalle sessioni di Thriller e non inserite nell'album, che sono state successivamente pubblicate in riedizioni e raccolte, o che sono trapelate su Internet:
- Behind the Mask (pubblicata in versione riarrangiata nel 2010 nell'album postumo Michael. La sua demo originale è stata pubblicata nel 2022 in Thriller 40[182])
- Can't Get Outta the Rain (la versione originale è stata registrata nel 1978 col titolo You Can't Win per l'album The Wiz, mentre questa è uscita come lato B di alcuni singoli di Jackson tra il 1982 e il 1984 ed è stata pubblicata anche nel 2008 nell'edizione britannica della raccolta King of Pop e nel 2022 in Thriller 40[183])
- Carousel (inserita in una versione corta nella Special Edition di Thriller del 2001, è stata pubblicata per intero nel 2008 nelle edizioni francese e italiana della raccolta King of Pop e nel 2022 in Thriller 40[184])
- For All Time (scritta per l'album Thriller, ma registrata durante le sessioni di Dangerous, è stata pubblicata solo nel 2008 nell'album Thriller 25)
- Got the Hots (pubblicata nel 2008 nella versione giapponese di Thriller 25, è stata pubblicata, in seguito, in alcune edizioni della raccolta King of Pop, tra cui quella italiana, e nel 2022 in Thriller 40[185])
- Hot Street (trapelata online, mai pubblicata ufficialmente)1
- I Never Heard (versione originale della canzone pubblicata postuma come This Is It nell'album omonimo del 2009)
- It Don't Matter to Me (versione originale della canzone pubblicata postuma come Don't Matter to Me nell'album Scorpion di Drake del 2018)
- Love Never Felt So Good (Original Version) (pubblicata nel 2014 nell'edizione "deluxe" dell'album postumo Xscape)
- Learned My Lesson: Much Too Soon  (prima versione di Much Too Soon, registrata in varie sessioni nel corso degli anni, tra le quali in quelle di HIStory del 1995, pubblicata in quest'ultima versione nel 2010 nel primo album postumo, Michael)2
- Muscles (versione demo del pezzo scritto per Diana Ross e inserito nell'album Silk Electric della Ross del 1982)2
- Nite Line (trapelata online, mai pubblicata ufficialmente)1
- Nympthette Lover 2
- Pretty Young Thing (Demo) (versione originale della canzone scritta da Jackson come ballata ma riarrangiata in seguito da Jones che voleva una canzone più ritmata, pubblicata nel 2004 su Michael Jackson: The Ultimate Collection)
- Set It On Out 2
- She's Trouble (pubblicata nel 2022 in Thriller 40[186])1
- Slapstick (demo di Hot Street)1
- Slipped Away 2
- Someone in the Dark (canzone divisa in due parti e pubblicata inizialmente nel 1982 nell'E.T. Storybook. La parte uno è stata ripubblicata nella Special Edition di Thriller del 2001 e nell'album Thriller 25 nel 2008)
- Somewhere In The Time 2
- Stand Tall 2
- Starlight (demo di Thriller, pubblicata nel 2022 in Thriller 40[187])1
- The Girl Is Mine (Solo Version) (trapelata online, mai pubblicata ufficialmente)1
- The Toy (prima versione della canzone pubblicata postuma come Best of Joy nell'album Michael del 2010, pubblicata nel 2022 in Thriller 40[188])
- This Is It 2
- This Had To Be 2
- What a Lovely Way to Go (pubblicata nel 2022 in Thriller 40[189])
- Why Can't I Be? 2

(1): tracce trapelate in rete (precedentemente alla loro pubblicazione ufficiale)
(2): brani depositati presso gli uffici per i diritti d'autore in USA che sono datati intorno all'uscita di Thriller

## Classifiche

### Classifiche settimanali
| Classifica (1983) | Posizione massima |
| ----------------- | ----------------- |
| Australia         | 1                 |
| Austria           | 1                 |
| Belgio (Fiandre)  | 1                 |
| Belgio (Vallonia) | 1                 |
| Canada            | 1                 |
| Danimarca         | 1                 |
| Europa            | 1                 |
| Finlandia         | 1                 |
| Francia           | 1                 |
| Germania          | 1                 |
| Giappone          | 1                 |
| Irlanda           | 5                 |
| Italia            | 1                 |
| Messico           | 1                 |
| Norvegia          | 6                 |
| Nuova Zelanda     | 1                 |
| Paesi Bassi       | 1                 |
| Polonia           | 1                 |
| Portogallo        | 2                 |
| Regno Unito       | 1                 |
| Spagna            | 1                 |
| Stati Uniti       | 1                 |
| Svezia            | 1                 |
| Svizzera          | 1                 |
| Ungheria          | 1                 |

### Classifiche di fine anno
| Classifica (1983) | Posizione massima |
| ----------------- | ----------------- |
| Australia         | 1                 |
| Austria           | 1                 |
| Canada            | 1                 |
| Francia           | 1                 |
| Germania          | 2                 |
| Giappone          | 6                 |
| Italia            | 1                 |
| Regno Unito       | 1                 |
| Stati Uniti       | 1                 |
| Classifica (1984) | Posizione massima |
| Australia         | 2                 |
| Austria           | 3                 |
| Canada            | 1                 |
| Germania          | 5                 |
| Giappone          | 1                 |
| Norvegia          | 8                 |
| Nuova Zelanda     | 1                 |
| Paesi Bassi       | 1                 |
| Regno Unito       | 6                 |
| Stati Uniti       | 1                 |
| Svezia            | 1                 |
| Svizzera          | 1                 |
| Classifica (2024) | Posizione         |
| Portogallo        | 182               |

### Classifiche di fine decennio
| Classifica (1980-1989) | Posizione massima |
| ---------------------- | ----------------- |
| Australia              | 3                 |
| Austria                | 1                 |
| Canada                 | 1                 |
| Giappone               | 2                 |
| Regno Unito            | 3                 |

### Classifiche 2009
| Classifica (2009) | Posizione raggiunta |
| ----------------- | ------------------- |
| Italia            | 1                   |
| Regno Unito       | 7                   |
| Stati Uniti       | 3                   |